# Mistrovství světa ve florbale do 19 let 2017
Mistrovství světa ve florbale mužů do 19 let 2017 bylo 9. ročníkem mistrovství světa juniorů. Konalo se ve Švédsku ve městě Växjö.
Vítězem se stal obhájce titulu Finsko, celkově již potřetí. Česko získalo třetí místo, celkově již také potřetí.

## Místo konání
| Växjö                      | Växjö |
| -------------------------- | ----- |
| VIDA Arena Kapacita: 5 329 |       |
|                            |       |

## Skupinová fáze

### Skupina A
| Poř. | Tým       | Z | V | R | P | VG | IG | +/- | B |
| ---- | --------- | - | - | - | - | -- | -- | --- | - |
| 1.   | Finsko    | 3 | 3 | 0 | 0 | 37 | 11 | +26 | 6 |
| 2.   | Švédsko   | 3 | 2 | 0 | 1 | 30 | 14 | +16 | 4 |
| 3.   | Dánsko    | 3 | 1 | 0 | 2 | 7  | 30 | -23 | 2 |
| 3.   | Slovensko | 3 | 0 | 0 | 3 | 8  | 27 | -19 | 0 |

### Skupina B
| Poř. | Tým       | Z | V | R | P | VG | IG | +/- | B |
| ---- | --------- | - | - | - | - | -- | -- | --- | - |
| 1.   | Česko     | 3 | 3 | 0 | 0 | 35 | 15 | +20 | 6 |
| 2.   | Švýcarsko | 3 | 2 | 0 | 1 | 23 | 14 | +9  | 4 |
| 3.   | Lotyšsko  | 3 | 1 | 0 | 2 | 23 | 27 | -4  | 2 |
| 4.   | Polsko    | 3 | 0 | 0 | 3 | 18 | 43 | -25 | 0 |

## Play off

### Pavouk
|  | Semifinále | Semifinále | Semifinále |  |  | Finále      | Finále      | Finále      |
|  |            |            |            |  |  |             |             |             |
|  | 1A         | Finsko     | 7          |  |  |             |             |             |
|  | 2B         | Švýcarsko  | 6          |  |  |             |             |             |
|  |            |            |            |  |  |             | Finsko      | 7           |
|  |            |            |            |  |  |             | Švédsko     | 4           |
|  | 1B         | Česko      | 4          |  |  |             |             |             |
|  | 2A         | Švédsko    | 9          |  |  | Třetí místo | Třetí místo | Třetí místo |
|  |            |            |            |  |  |             | Švýcarsko   | 5           |
|  |            |            |            |  |  |             | Česko       | 8           |

### O 7. místo
| 6. května 2017 19:00 | Polsko | 8 : 9 (2:2, 2:3, 4:4) | Slovensko | VIDA Arena, Växjö Návštěvnost: 50 |  |

| Zpráva |

### O 5. místo
| 6. května 2017 10:00 | Dánsko | 3 : 7 (0:3, 0:1, 3:3) | Lotyšsko | VIDA Arena, Växjö Návštěvnost: 250 |  |

| Zpráva |

### Semifinále
| 6. května 2017 13:00 | Finsko | 7 : 6pp (3:1, 0:2, 3:3, 1:0) | Švýcarsko | VIDA Arena, Växjö Návštěvnost: 1209 |  |

| Zpráva |

| 6. května 2017 16:10 | Česko | 4 : 9 (2:1, 2:4, 0:4) | Švédsko | VIDA Arena, Växjö Návštěvnost: 1491 |  |

| Zpráva |

### O 3. místo
| 7. května 2017 12:30 | Švýcarsko | 5 : 8 (3:3, 0:2, 2:3) | Česko | VIDA Arena, Växjö Návštěvnost: 1157 |  |

| Zpráva |

### Finále
| 7. května 2017 15:30 | Finsko | 7 : 4 (3:0, 2:3, 2:1) | Švédsko | VIDA Arena, Växjö Návštěvnost: 2656 |  |

| Zpráva |

## Konečné pořadí
| Pořadí           | Tým       |
| ---------------- | --------- |
| Zlatá medaile    | Finsko    |
| Stříbrná medaile | Švédsko   |
| Bronzová medaile | Česko     |
| 4.               | Švýcarsko |
| 5.               | Lotyšsko  |
| 6.               | Dánsko    |
| 7.               | Slovensko |
| 8.               | Polsko    |

## All Star tým
Členy All Star týmu se stali:
Brankář:  Pontus Zarins
Obránci:  Ondřej Němeček,  Antti Suomela
Centr:  Simon Laubscher
Útočníci:  Heikki Iiskola,  Joona Rantala

## Divize B
Vítězem Divize B se stalo Norsko a postoupilo tak do Divize A pro mistrovství v roce 2019.
| Pořadí | Tým       |
| ------ | --------- |
| 9.     | Norsko    |
| 10.    | Estonsko  |
| 11.    | Německo   |
| 12.    | Austrálie |
| 13.    | Maďarsko  |
| 14.    | Kanada    |
| 15.    | USA       |
| 16.    | Japonsko  |